# Norberto Bercique Gomes Betuncal
Norberto Bercique Gomes Betuncal (Lisszabon, 1998. január 31. –), ismertebb nevén Beto, portugál születésű bissau-guineai válogatott labdarúgó, a Premier League-ben szereplő Everton játékosa.

## Pályafutása

### Klubcsapatokban

#### Fiatalkora
Lisszabonban született bissau-guineai származású szülők gyermekeként, pályafutását az amatőr União de Tires csapatával kezdte, miközben a KFC egyik éttermében dolgozott. 2018-ban leszerződtette a harmadosztályú Olímpico Montijo, ahol 21 gólt szerzett egyetlen szezonjában, második lett a góllövőlistán.

#### Portimonense
Következő szezonjában már az első osztályban játszott, miután négy éves szerződést írt alá a Portimonense csapatával. Augusztus 9-én mutatkozott be, a 87. percben állt be csereként a B-SAD ellen. Még tízszer szerepelt a bajnokságban, minden alkalommal csereként.
Első gólját az első osztályban 2020. november 8-án szerezte, a Porto elleni 3–1-es vereség során. A szezonban még tíz találata volt, csapata legjobbja.

#### Udinese
2021 nyarán Betót leszerződtette az Udinese kölcsönben, vásárlási kötelezettséggel. Négy gólt lőtt első tíz Serie A-mérkőzésén. 2022. április 3-án mesterhármast szerzett a Cagliari ellen.

#### Everton
2023 augusztusában az Evertonhoz igazolt.

### A válogatottban
2022 októberében Betót nevezték a portugál válogatott keretébe a 2022-es világbajnokságra. Két évvel később elfogadta a bissau-guineai válogatott edzője, Luís Boa Morte kérését, hogy képviselje az országot. Először október 11-én szerepelt a válogatottban, a Mali elleni 1–0-ás vereség során, a 2025-ös afrikai nemzetek kupája selejtezőn. November 19-én talált be először, a Mozambik elleni 2–1-es vereséggel záródó mérkőzésen.

## Statisztika

### Klubcsapatokban
| Csapat               | Szezon           | Bajnokság              | Bajnokság | Bajnokság | Kupa | Kupa  | Ligakupa | Ligakupa | Összesen | Összesen |
| Csapat               | Szezon           | Osztály                | P.        | Gólok     | P.   | Gólok | P.       | Gólok    | P.       | Gólok    |
| -------------------- | ---------------- | ---------------------- | --------- | --------- | ---- | ----- | -------- | -------- | -------- | -------- |
| Olímpico Montijo     | 2018–2019        | Campeonato de Portugal | 34        | 21        | 2    | 0     | —        | —        | 36       | 21       |
| Portimonense         | 2019–2020        | Primeira Liga          | 11        | 0         | 0    | 0     | 0        | 0        | 11       | 0        |
| Portimonense         | 2020–2021        | Primeira Liga          | 30        | 11        | 1    | 0     | —        | —        | 31       | 11       |
| Portimonense         | 2021–2022        | Primeira Liga          | 3         | 2         | 0    | 0     | 2        | 0        | 5        | 2        |
| Portimonense         | Összesen         | Összesen               | 44        | 13        | 1    | 0     | 2        | 0        | 47       | 13       |
| Udinese (kölcsönben) | 2021–2022        | Serie A                | 28        | 11        | 1    | 0     | —        | —        | 29       | 11       |
| Udinese              | 2022–2023        | Serie A                | 33        | 10        | 1    | 0     | —        | —        | 34       | 10       |
| Udinese              | 2023–2024        | Serie A                | 1         | 0         | 1    | 1     | —        | —        | 2        | 1        |
| Udinese              | Összesen         | Összesen               | 62        | 21        | 3    | 1     | —        | —        | 65       | 22       |
| Everton              | 2023–2024        | Premier League         | 30        | 3         | 3    | 0     | 4        | 2        | 37       | 5        |
| Everton              | 2024–2025        | Premier League         | 8         | 1         | 0    | 0     | 2        | 0        | 10       | 1        |
| Everton              | Összesen         | Összesen               | 38        | 4         | 3    | 0     | 6        | 2        | 47       | 6        |
| Karrier összesen     | Karrier összesen | Karrier összesen       | 178       | 59        | 9    | 1     | 8        | 2        | 195      | 62       |

### A válogatottban
Frissítve: 2024. november 19.
| Válogatott    | Év       | Pályára lépések | Gólok |
| ------------- | -------- | --------------- | ----- |
| Bissau-Guinea | 2024     | 4               | 1     |
| Összesen      | Összesen | 4               | 1     |

Gólok a válogatottban
| # | Dátum              | Helyszín                                      | Ellenfél | Eredmény | Végeredmény | Kiírás                                    |
| - | ------------------ | --------------------------------------------- | -------- | -------- | ----------- | ----------------------------------------- |
| 1 | 2024. november 19. | Estádio 24 de Setembro, Bissau, Bissau-Guinea | Mozambik | 1–1      | 1–2         | 2025-ös afrikai nemzetek kupája-selejtező |